# Big Country
Big Country est un groupe de rock écossais aux influences celtiques formé en 1981 par Stuart Adamson (chant et guitare), ancien membre de The Skids, et Bruce Watson (guitare). La formation est complétée par Clive Parker à la batterie, Pete Wishart (qui rejoindra plus tard Runrig) aux claviers et son frère Alan à la basse. Ces trois derniers sont remplacés en 1982 par le bassiste Tony Butler et le batteur Mark Brzezicki.
La caractéristique du groupe est d'évoquer par l'intermédiaire des guitares les instruments traditionnels celtes, en particulier les cornemuses.
Big Country connait un important succès dès le premier album produit par Steve Lillywhite, The Crossing, sorti en 1983 dont sont extraits plusieurs singles comme In a Big Country ou Fields of Fire. Leur deuxième album, Steeltown, entrera directement à la 1e place des charts britanniques. Six autres albums suivront jusqu'en 1999 et une tournée d'adieu aura lieu en 2000. 
Le suicide, en décembre 2001, de Stuart Adamson, leader du groupe, semblait mettre un terme à l'histoire de Big Country. Mais, en 2007, une série de concerts dans une formation à trois composée de Bruce Watson, Mark Brzezicki et Tony Butler (ce dernier assurant le chant), suivie d'un album live, Twenty-Five Live, relance l'histoire du groupe.
Un mini album studio contenant de nouveaux morceaux et, titré In Our Name, est réalisé en 2008, sous le nom de BBW (pour Brzezicki, Butler, Watson) à cause de problèmes de droits concernant l'utilisation du nom "Big Country".
Fin 2010, Big Country se reforme pour une tournée, avec une formation augmentée de Jamie Watson, le fils de Bruce Watson, et de Mike Peters, le chanteur du groupe The Alarm.
En septembre 2012 le départ de Tony Butler est annoncé, il est remplacé par Derek Forbes qui fut bassiste de Simple Minds.
En avril 2013 sort The Journey, premier album studio du groupe depuis 1999. Mike Peters, préférant se consacrer à The Alarm, quitte le groupe en novembre 2013. Simon Hough est recruté pour lui succéder au chant.
Durant l'été 2015, Derek Forbes quitte Big Country. Deux musiciens invités le remplacent alternativement lors des concerts: Matt Pegg et Scott Whitley, ce dernier est finalement intégré comme membre officiel. En novembre 2021, afin de poursuivre d'autres projets musicaux, il prend congé du groupe qui accueille en son sein Gil Allan, un musicien de Dunfermline.
```
Tommie Paxton remplace Simon Hough au chant en mai 2024. Il est le chanteur du tribute band (à Big Country) Restless Natives.
```

Mark Brzezicki, a annoncé par un message Facebook le 9 octobre 2024 qu'il quittait le groupe après plus de 40 ans aux baguettes.

## Membres du groupe

### Formation actuelle
- Bruce Watson : guitare, mandoline, chant (1981-2000, 2007, depuis 2010)
- Jamie Watson : guitare (depuis 2010)
- Tommie Paxton : Chant, guitare (depuis 2024)
- Gil Allan : basse (depuis 2021)

### Anciens membres
- Stuart Adamson : chant, guitare, claviers (1981-2000)
- Pete Wishart : claviers (1981)
- Alan Wishart : basse (1981)
- Clive Parker : batterie (1981)
- Tony Butler : basse, chant (1981-2000, 2007, 2010-2012)
- Mike Peters : chant, guitare (2010-2013)
- Derek Forbes : basse (2012-2015)
- Scott Whitley : basse (2015-2021)
- Simon Hough : chant, guitare, harmonica (2013-2024)
- Mark Brzezicki : batterie, percussions (1981-1989, 1993-2000, 2007, 2010-2024)

## Discographie

### Albums Studio
- 1983, The Crossing

Mercury Records
Producteur : Steve Lillywhite.
Remasterisé en 1996
- 1984, Steeltown

Mercury Records
Producteur : Steve Lillywhite.
Remasterisé en 1996
- 1986,  The Seer

Remasterisé en 1996
- 1988,  Peace In Our Time

Remasterisé en 1996
- 1991,  No Place Like Home

Remasterisé en 1996
- 1993,  The Buffalo Skinners

Remasterisé en 2005
- 1995,  Why The Long Face

- 1999,  Driving To Damascus

- 2002,  John Wayne's Dream

Version US de l'album "Driving To Damascus"
- 2013,  The Journey

### Albums Live
- 1994,  Without The Aid Of A Safety Net
- 1995,  BBC Live In Concert
- 1996,  Eclectic
- 1997,  Brighton Rock
- 1997,  The Greatest Hits Live
- 1997,  King Biscuit Flower Hour
- 2000,  Live At Wolverhampton
- 2000,  Come Up Screaming    Double Album
- 2001,  Das Fest
- 2001,  Peace Concert
- 2001,  Keep On Truckin'
- 2002,  Live In Cologne
- 2005,  Without The Aid Of A Safety Net - The Full 1993 Glasgow Barrowland Show   Double Album
- 2007,  Twenty Five Live
- 2009,  Peace In Our Time - Live In Moscow 1988
- 2013,  At The BBC  Coffret 3 CD + 1 DVD

### Série "Rarities"
- 1998,  Restless Natives And Rarities   Double Album
- 2001,  Rarities II
- 2003,  Rarities III
- 2003,  Rarities IV   Double Album
- 2004,  Rarities V
- 2004,  Rarities VI
- 2004,  Rarities VII (The Damascus Sessions)   Double Album
- 2005,  Rarities VIII
- 2010,  Rarities IX (Live)

### DVD
- 2002,  The Ultimate Collection
- 2002,  Final Fling
- 2002,  Without The Aid Of A Safety Net
- 2005,  Without The Aid Of A Safety Net   (réédition)
- 2005,  The Universal Masters DVD Collection
- 2005,  Big Country At Rockpalast
- 2005,  Live In Germany '95
- 2006,  Eclectic - Live At Dingwalls
- 2009,  The Homecoming - Barrowland 83   (DVD + CD)
- 2009,  Peace In Our Time - Moscow 1988  (DVD + CD)

## Liens
- (en) Site officiel de Big Country
- (en)